# Christian Wiyghan Tumi
Christian Wiyghan Tumi (Kikaikelaki, 15 ottobre 1930 – Douala, 3 aprile 2021) è stato un cardinale e arcivescovo cattolico camerunese.

## Biografia
È stato nominato da Giovanni Paolo II vescovo di Yagoua il 6 dicembre 1979. Lo stesso Pontefice ha proceduto alla sua consacrazione nella Basilica di San Pietro in Vaticano il 6 gennaio dell'anno successivo.
È stato poi nominato arcivescovo coadiutore di Garoua il 19 novembre 1982. Succede al dimissionario arcivescovo il 17 marzo 1984.
Papa Giovanni Paolo II lo ha innalzato alla dignità cardinalizia nel concistoro del 28 giugno 1988.
Dal 1990 al 1994 ha rappresentato tutti i vescovi del suo continente essendo stato presidente del Simposio delle Conferenze Episcopali dell'Africa e del Madagascar.
Il 31 agosto 1991 papa Giovanni Paolo II lo trasferisce alla sede arcivescovile di Douala. Ne sarà arcivescovo fino al 17 novembre 2009.
Ha partecipato al conclave dell’aprile 2005 che ha eletto Papa Benedetto XVI.
Compiendo ottanta anni, il 15 ottobre 2010, ha perso il diritto di voto in Conclave e cessa di essere membro dei Dicasteri della Curia Romana.
Nel 2011 viene insignito del premio "Integrity Award" da parte della organizzazione internazionale "Transparency International", definendolo nella motivazione "In un paese dove la fiducia nel governo e le leggi sono state erose dalla corruzione, Sua Eminenza è divenuta un faro di integrità per oltre tre decenni".
Il 5 novembre 2020 viene rapito da un commando armato sulla strada tra Bamenda e Kumbo, ma viene liberato il giorno seguente.
È deceduto il 3 aprile 2021 a Douala, all'età di novant'anni. In seguito ai funerali celebrati il 20 aprile dall’arcivescovo Samuel Kleda, è stato sepolto nella cripta vescovile del cimitero adiacente alla cattedrale dei Santi Pietro e Paolo.

## Genealogia episcopale e successione apostolica
La genealogia episcopale è:
- Cardinale Scipione Rebiba
- Cardinale Giulio Antonio Santorio
- Cardinale Girolamo Bernerio, O.P.
- Arcivescovo Galeazzo Sanvitale
- Cardinale Ludovico Ludovisi
- Cardinale Luigi Caetani
- Cardinale Ulderico Carpegna
- Cardinale Paluzzo Paluzzi Altieri degli Albertoni
- Papa Benedetto XIII
- Papa Benedetto XIV
- Papa Clemente XIII
- Cardinale Enrico Benedetto Stuart
- Papa Leone XII
- Cardinale Chiarissimo Falconieri Mellini
- Cardinale Camillo Di Pietro
- Cardinale Mieczysław Halka Ledóchowski
- Cardinale Jan Maurycy Paweł Puzyna de Kosielsko
- Arcivescovo Józef Bilczewski
- Arcivescovo Bolesław Twardowski
- Arcivescovo Eugeniusz Baziak
- Papa Giovanni Paolo II
- Cardinale Christian Wiyghan Tumi

La successione apostolica è:
- Vescovo Gabriel Régis Balet, O.F.M.Cap. (1985)
- Vescovo Jean-Bosco Ntep (1993)
- Vescovo Jan Ozga (1997)
- Vescovo Dieudonné Bogmis (1999)
- Vescovo Francis Teke Lysinge (1999)
- Arcivescovo Samuel Kleda (2001)
- Vescovo George Nkuo (2006)
- Arcivescovo Denis Komivi Amuzu-Dzakpah (2007)